# 古川橋 (東京都港区)
古川橋（ふるかわばし）は白金1丁目、南麻布2丁目、三田5丁目の古川（渋谷川）にかかる橋である。古川と渋谷川は同じ川であり、上流(渋谷区区間)を渋谷川、下流(港区区間)を古川と呼ぶ。東京都道415号高輪麻布線の構造物である。

## 沿革

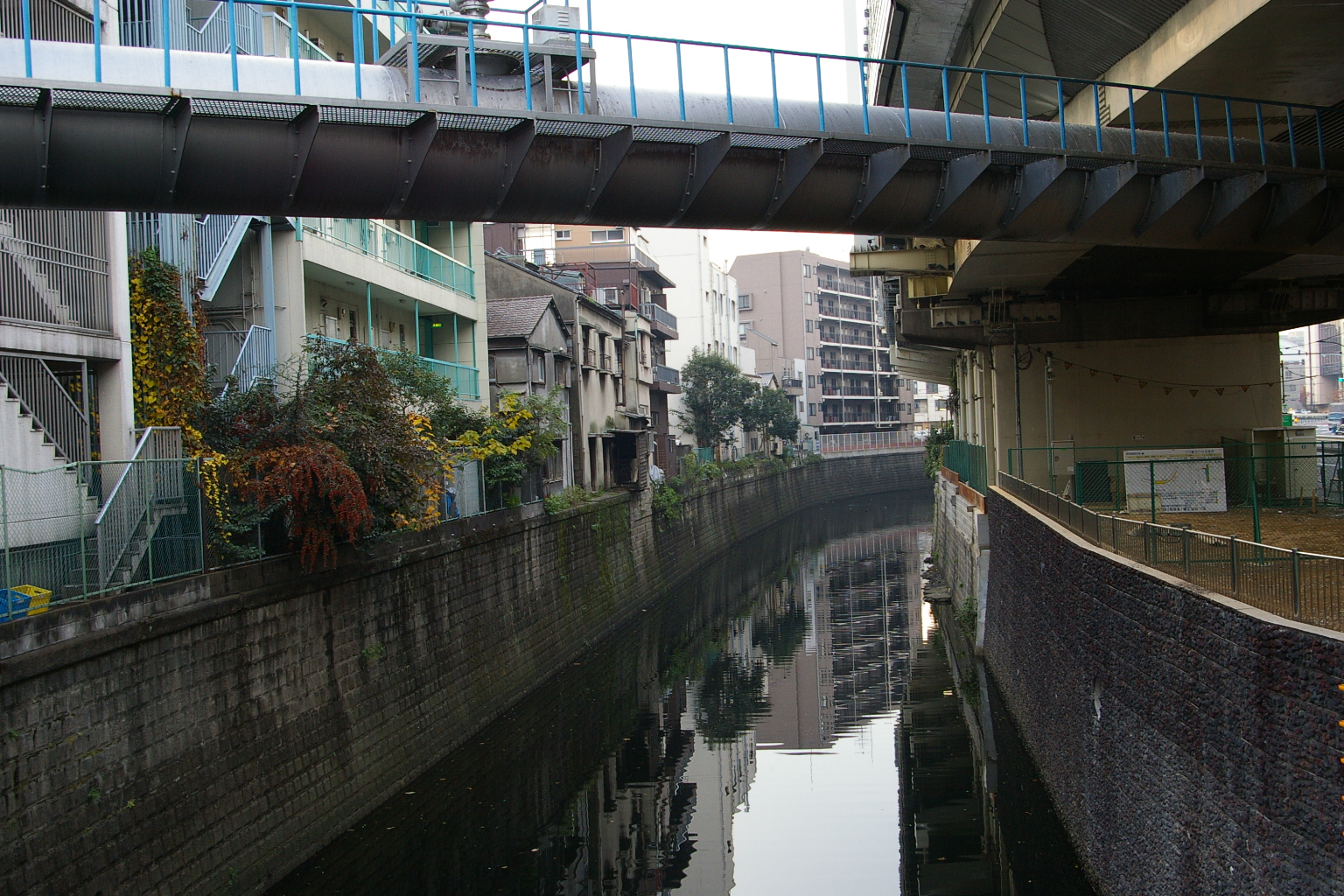
橋から上流を望む

先代の橋は昭和初期にかけられた長さ15.9m、幅16.3mの鋼橋であり、現在の橋は昭和43年（1968年）6月に改架された長さ17.6m、幅37mの鋼橋である。私設の橋を東京市に編入したのが始まりとなる。
また、現在では古川橋といえば、主に明治通りと東京都道415号高輪麻布線の古川橋交差点をさす。この交差点は古川橋のたもとに位置し、明治通りの起点となっている。かつては数多くの都電（4・5・7・8・34系統）が走る主要な停留所・乗り換え地点として有名であり、現在でも都営バス(都06,品97)の古川橋バス停がある。